# Hochgall

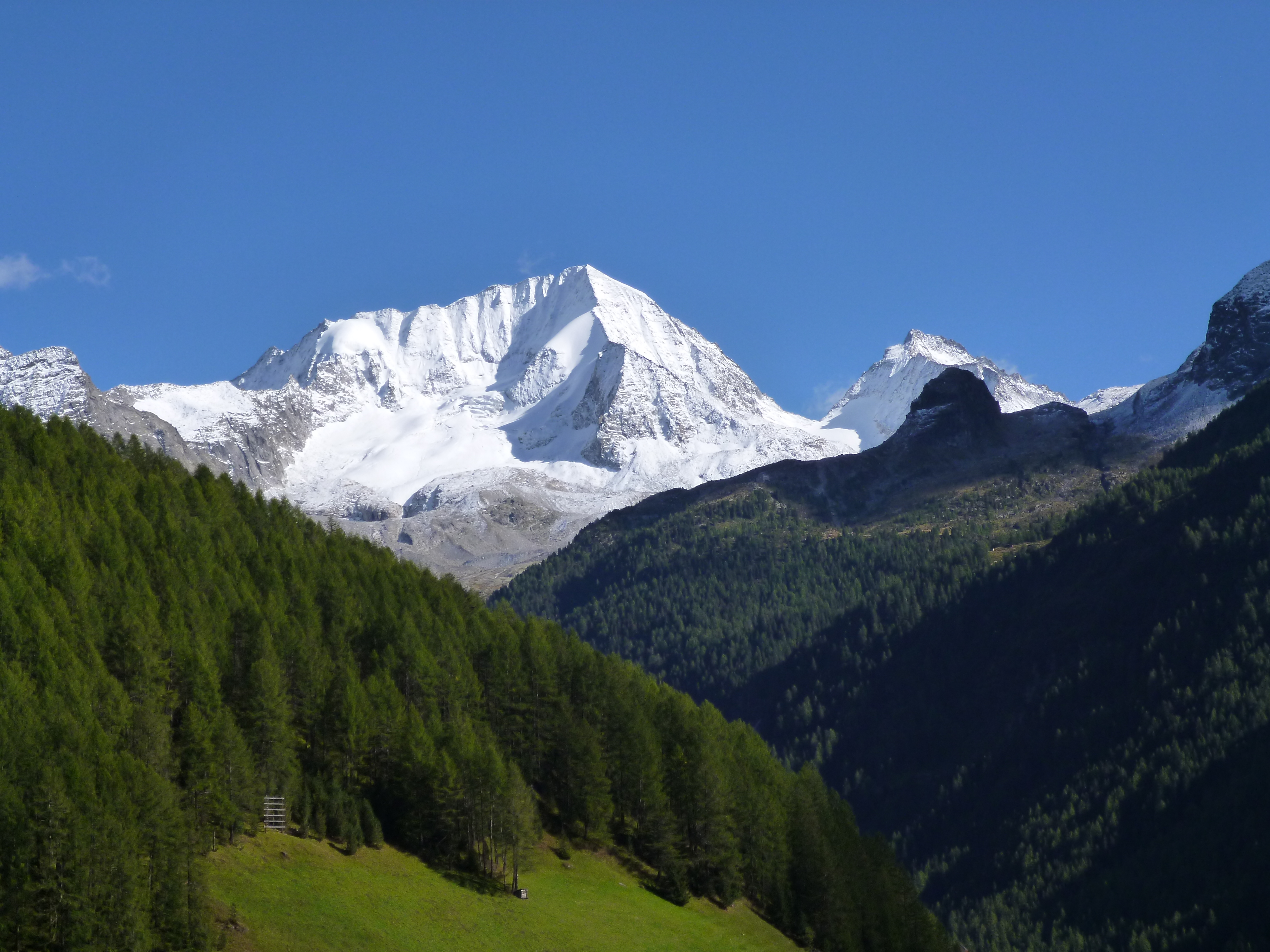
El Hochgall visto desde Rein hacia el norte. Parte trasera derecha: el Wildgall

El Hochgall es una montaña del grupo Rieserferner en el Alto Tauern. la cumbre se encuentra en Tirol del Sur, Italia, a solo 500 m de la frontera con Austria.

## Historia de la escalada
Para el levantamiento topográfico austriaco de 1853-1854, Hermann van Acken y los guías/ayudantes del valle de Defereggen subieron a la montaña en el verano de 1854 desde el este y por la cresta NE. En "condiciones de peligro para la vida", colocaron una señal en el subpico de 3371/3354 m, donde la cresta de la cumbre se separa de la cuenca (y de la actual frontera austriaco-italiana). El grupo alcanzó la cumbre desde Sankt Jakob en Defereggen en 10 horas. Unos años más tarde, Paul Grohmann entrevistó a uno de los guías, que le dijo que algunos de ellos habían continuado hasta la cumbre más alta. Esto se confirmó cuando el segundo grupo que escaló esta ruta (¡en 1876!) encontró un bastón de escalada no muy lejos de la cumbre principal.
Esta ascensión no era conocida, y cuando 14 años más tarde Karl Hofmann y V. Kaltdorff visitaron el valle de Defereggen, entendieron por los lugareños que la montaña estaba sin escalar y no era escalable. Al no poder contratar guías, caminaron por el Klammljoch, al norte de la montaña, hasta Rein en Taufers, donde encontraron a Georg Weiss y Hans Oberarzbacher, que dos años antes habían ascendido por primera vez al Schneebiger Nock, dispuestos a guiarles hacia arriba. El 3 de agosto de 1868, el grupo alcanzó la cumbre principal por la cresta noroeste a través del Rieserferner medio. Esta ruta se repitió en 1871, y con variaciones en 1873 y 1875.
La cara oeste completa fue escalada por primera vez en 1879 y una ascensión por la cara sur desde Antholz sólo se produjo en septiembre de 1890, por Hans y Georg Niederwieser, guiando a Carl Luber.